# Darryl Jones
Darryl Jones (né le 11 décembre 1961 à Chicago) est un bassiste et acteur américain qui a joué avec de nombreux artistes dans des styles différents (jazz, jazz-rock, blues, rock) et qui est, depuis 1993 et le départ de Bill Wyman, le bassiste des Rolling Stones sans toutefois être un membre officiel du groupe. Il a accompagné l'ex-bassiste-chanteur du groupe The Police, Sting, sur ses deux premiers albums solos, The Dream of the Blue Turtles et Bring on the Night.

## Éléments biographiques
Darryl Jones, natif de Chicago, a fait ses études à l’université de Carbondale (Illinois sud)  avant de rejoindre le groupe de Miles Davis en 1983. Le tout jeune bassiste a ainsi enregistré les albums Decoy en 1984 et You're Under Arrest (avec entre autres John McLaughlin et Sting) en 1985. Il joue ensuite aux côtés d’artistes de jazz-rock comme Herbie Hancock & The Headhunters, Mike Stern, John Scofield et Steps Ahead.
Sa réputation internationale grandissant, il tourne et enregistre avec B. B. King, Madonna, Eric Clapton et Joan Armatrading. Après avoir dissout The Police, Sting enregistre son premier album solo The dream of the blue turtles en 1985 et fait appel à des musiciens noirs tous issus du jazz, le pianiste Kenny Kirkland, le saxophoniste et clarinettiste Branford Marsalis et le batteur Omar Hakim, avec bien sûr Darryl à la basse ainsi que les choristes Dolette McDonald et Janice Pendarvis. Tout ce beau monde se retrouve ensuite sur le double album live Bring on the night en 1986. Puis Darryl est aussi de la distribution du documentaire du même titre, réalisé par Michael Apted en 1986 et tourné à Paris. Il accompagne ensuite Peter Gabriel avec Sting et les musiciens des Blue Turtles pendant la tournée Human Rights Now Tour en 1988. En 1989, il joue sur l'album Journeyman de Eric Clapton, avec entre autres Mark Knopfler à la guitare, Ray Cooper aux percussions, Phil Collins à la batterie, Nathan East à la basse, David Sanborn au saxophone, George Harrison à la guitare et aux chœurs et Daryl Hall aussi aux chœurs. 
Depuis 1993, Darryl Jones accompagne les Rolling Stones en concert et participe à l'enregistrement de leurs albums en remplacement de Bill Wyman. À la manière d’autres musiciens ayant joué avec les Stones depuis plus de 40 ans, tels le saxophoniste Bobby Keys, le pianiste Ian Stewart et le claviériste Chuck Leavell, Darryl n’est pas un membre officiel mais un salarié du groupe (composé alors de Mick Jagger, Keith Richards, Ronnie Wood) et n’a pas de participation financière (édition, royalties, tournées) dans les activités des Rolling Stones.

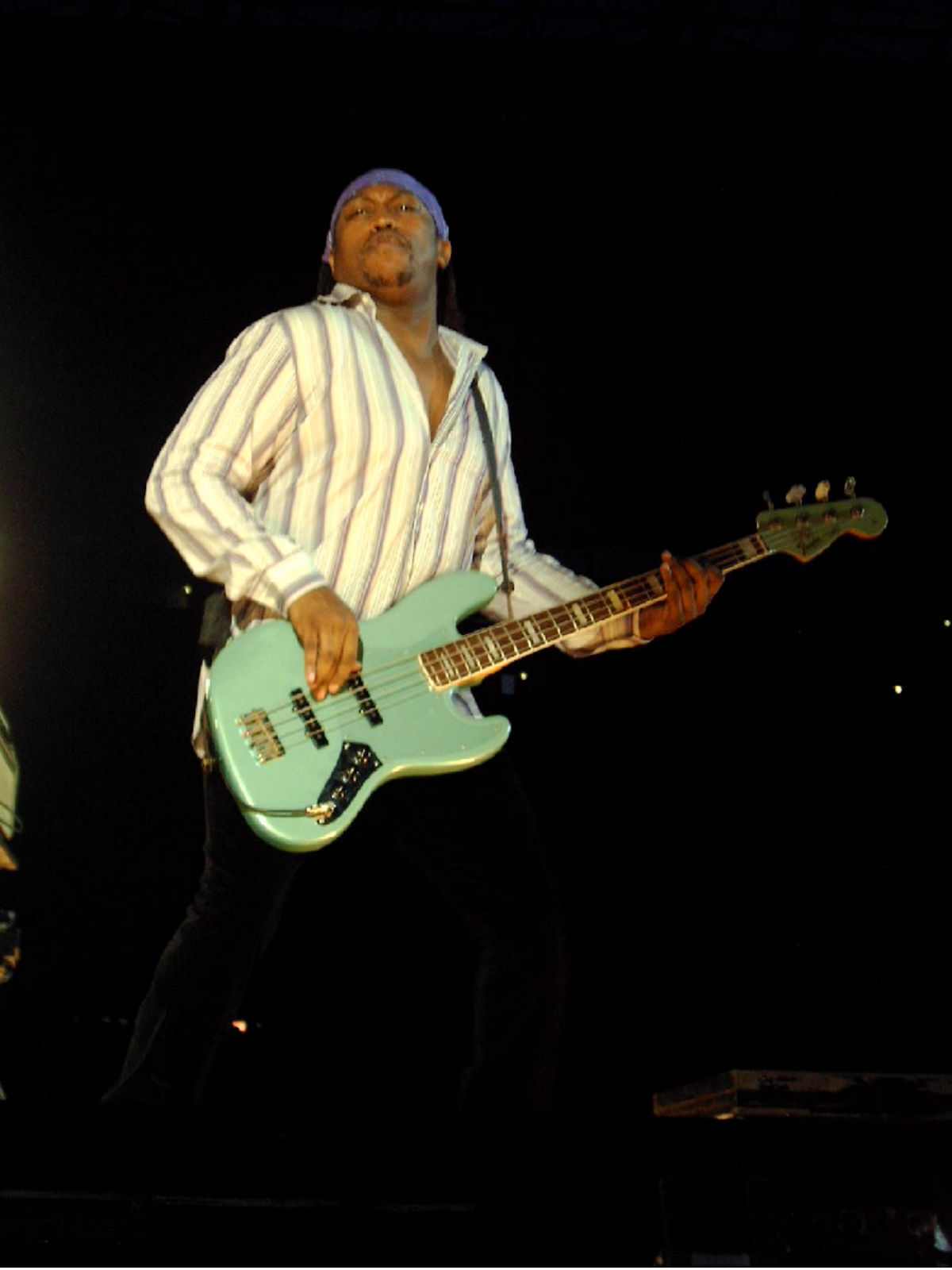
Darryl Jones en 2006.

Il a aussi joué au cinéma, à la suite du documentaire réalisé par Michael Apted sur Sting en 1985, que ce soit des films sur Madonna avec qui il a tourné, comme Truth or dare ou Madonna: Blond Ambition World Tour Live. Sur les Rolling Stones en tournée, comme celui réalisé par Martin Scorsese en 2008 Shine a Light, ou encore des films pour le cinéma tel que Le village des damnés de John Carpenter en 1995. Il vient tout juste de participer au tournage d'un autre documentaire, Every Night's a Saturday Night tourné par Jeff Stacy en 2017, sur la carrière du saxophoniste Bobby Keys.
Il a également participé à l'album Chanter le blues de Michel Jonasz paru en janvier 2023.

## Discographie sélective

### AvecLionel Richie
- 1983 : Can't Slow Down - Avec Peter Banks, anciennement de Yes, qui joue le solo de guitare sur la chanson Hello sans être crédité.

### AvecMiles Davis
- 1983 : Live In Poland 1983
- 1984 : Decoy
- 1984 : The Complete Miles Davis at Montreux 1973-1991  (Volumes 3 à 8, Casino de Montreux les 8 juillet 1984 et 14 juillet 1985)
- 1985 : You're Under Arrest

### AvecSting
- 1985 : The Dream of the Blue Turtles
- 1986 : Bring on the Night - Album enregistré pendant la tournée de Sting en 1985.

### AvecSteps Ahead
- 1986 : Live Tokyo 86 - Michael Brecker • Mike Mainieri • Darryl Jones • Mike Stern • Steve Smith

### AvecBarry Finnerty & Superfriends
- 1988 : 2B Named Later

### AvecEric Clapton
- 1989 Journeyman

### AvecThe Bob Belden Ensemble
- 1990 : Treasure Island
- 1991 : Straight To My Heart: The Bob Belden Ensemble Performs The Music Of Sting
- 1992 : Puccini's Turandot

### AvecBill Evans Group
- 1990 : Let The Juice Loose - Bill Evans Group Live At Blue Note Tokyo

### AvecESP
- 1992 : ESP - Robert Irving III, Darryl Jones, Bobby Brown, Toby Williams

### AvecThe Rolling Stones
Albums studios
- 1994 : Voodoo Lounge
- 1997 : Bridges to Babylon
- 2005 : A Bigger Bang
- 2016 : Blue & Lonesome

Albums live
- 1995 : Stripped
- 1998 : No Security
- 2003 : Live Licks
- 2008 : Shine A Light
- 2012 : Light the Fuse
- 2013 : Hyde Park Live
- 2015 : Sticky Fingers Live
- 2016 : Totally Stripped

Compilations
- 2002 : Forty Licks (Sur les 4 chansons inédites en complément de celles issues de Voodoo Lounge et Bridges To Babylon)
- 2005 : Rarities 1971-2003 (sur Tumbling Dice (Live), Wild Horses (Live Stripped Version), Live with Me (Live), Anyway You Look at It et Thru and Thru (Live)
- 2012 : GRRR! (Doom and Gloom ; One More Shot)

### AvecJoan Armatrading
- 1995 : What's Inside - Darryl basse sur 4 chansons, Tony Levin basse sur les autres chansons de l'album.

### AvecB.B. King
- 1997 : Deuces Wild - Darryl sur une chanson avec les Rolling Stones, Paying the Cost to Be the Boss.

### AvecStone Raiders
- 2012 : Truth To Power

### AvecMichel Jonasz
- 2023 : Chanter le blues

## Filmographie
- 1985 : Bring on the night - Documentaire réalisé par Michael Apted, tourné à Paris, sur les premiers pas de Sting en tant qu'artiste solo, après qu'il a quitté le groupe The Police. On assiste à la naissance de son groupe accompagnateur, formé de Darryl Jones, du pianiste Kenny Kirkland, du saxophoniste Branford Marsalis et du batteur Omar Hakim. On y voit aussi les choristes Dolette McDonald et Janice Pendarvis. - Darryl y joue évidemment son propre rôle.
- 1987 : The Father Clements Story ou Fort comme l'amour en français - Film de Edwin Sherin. - Rôle indéfini.
- 1990 : Madonna: Blond Ambition World Tour Live - Film de David Mallet et Mark Aldo Miceli. - Lui-même
- 1991 : Madonna: Truth or Dare - Film de Alek Keshishian. - Lui-même.
- 1994 : Rolling Stones: Voodoo Lounge Souvenir Video - Vidéo tourné par Jim Gable. - Lui-même.
- 1995 : Le village des damnés - Film de John Carpenter. - Joue un patrouilleur de la route.
- 1995 : Rolling Stones: Stripped - Film tourné pour la télé de Jim Gable. - Lui-même.
- 1995 : Voodoo Lounge - Film télévisé par David Mallet. - Lui-même.
- 1997 : The Rolling Stones: Bridges to Babylon Tour - Film de Bruce Gowers et Matt Taylor. - Lui-même.
- 1997 : Gridlock'd - Film réalisé par Vondie Curtis-Hall. - Joue un mendiant.
- 1997 : Love Jones - Film réalisé par Theodore Witcher. - Joue un bassiste.
- 1997 : Stir Film réalisé par Rodion Nahapetov - Joue un commerçant.
- 2003 : Rolling Stones: Forty Licks World Tour Live at Madison Square Garden - Film de Marty Callner. Lui-même.
- 2003 : Rolling Stones: Four Flicks - Film de Justin Bomberg et Marty Callner. - Lui-même.
- 2008 : Shine a Light - Film réalisé par Martin Scorsese. - Lui-même.
- 2012 : Rolling Stones: One More Shot - Film télévisé de Gregg Gelfand. - Lui-même.
- 2013 : The Rolling Stones: Sweet Summer Sun - Hyde Park Live - Film de Paul Dugdale. - Lui-même.
- 2015 : Jaco - Film sur le bassiste Jaco Pastorius réalisé par Stephen Kijak, Paul Marchand, - Lui-même.
- 2016 : The Rolling Stones Olé, Olé, Olé!: A Trip Across Latin America - Film de Paul Dugdale. - Lui-même.
- 2016 : The Rolling Stones Havana Moon - Film de Paul Dugdale. - Lui-même.
- 2017 : Every Night's a Saturday Night - Film documentaire sur le saxophoniste Bobby Keys réalisé par Jeff Stacy. - Lui-même.

## Site Officiel
- http://darryljones.com/